# Monochaetia concentrica
Monochaetia concentrica är en svampart som först beskrevs av Berk. & Broome, och fick sitt nu gällande namn av Sacc. & D. Sacc. 1906. Monochaetia concentrica ingår i släktet Monochaetia och familjen Amphisphaeriaceae.   Inga underarter finns listade i Catalogue of Life.